# Cantón de Vertou-Vignoble
El cantón de Vertou-Vignoble era una división administrativa francesa, que estaba situada en el departamento de Loira Atlántico y la región de Países del Loira.

## Composición
El cantón estaba formado por cinco comunas:
- Basse-Goulaine
- Château-Thébaud
- Haute-Goulaine
- La Haie-Fouassière
- Saint-Fiacre-sur-Maine

## Supresión del cantón de Vertou-Vignoble
En aplicación del Decreto n.º 2014-243 de 25 de febrero de 2014, el cantón de Vertou-Vignoble fue suprimido el 22 de marzo de 2015 y sus 5 comunas pasaron a formar parte; tres del nuevo cantón de Vertou y dos del nuevo cantón de Saint-Sébastien-sur-Loire.